# Raškovci
Raškovci är ett samhälle i Bosnien och Hercegovina.   Det ligger i entiteten Republika Srpska, i den centrala delen av landet, 110 km norr om huvudstaden Sarajevo. Raškovci ligger 213 meter över havet och antalet invånare är 500.
Terrängen runt Raškovci är huvudsakligen platt, men åt nordväst är den kuperad. Terrängen runt Raškovci sluttar norrut. Närmaste större samhälle är Doboj, 19,9 km öster om Raškovci. 
Omgivningarna runt Raškovci är en mosaik av jordbruksmark och naturlig växtlighet. Runt Raškovci är det ganska tätbefolkat, med 67 invånare per kvadratkilometer.